# Омашке
Омашке су невољне, случајне и несвесне погрешне радње у говору, читању, памћењу и сл. Омашкама је заједничко то да су наизглед безначајне, немотивисане и неразумљиве. У њима се испољавају скривене противречне и непомирљиве тежње од којих је једна свесна, а друга несвесна и реметилачка. Пре Фројда омашке су биле игнорисане као бесмислене и неважне али је оснивач психоанализе открио да свака омашка може имати дубоко значење за разумевање подсвесних жеља, конфликата, комплекса и уопште тумачење понашања појединца, а нарочито оних поступака који су другима, па и самом појединцу нејасни и неразумљиви.
Међутим, новија истраживања су установила да Фројдова теорија адекватно објашњава само мали број омашки, док за велику већину њих нема адекватно објашњење. Због тога се Фројдова теорија сада сматра застарелом.